# Kiangya
El SS Kiangya o Jiangya (chino tradicional :江亞輪; chino simplificado: 江亚轮; pinyin: Jiāngyà Lún) fue un barco de pasajeros chino que fue destruido en una explosión cerca de la desembocadura del río Huangpu a 50 millas (80 km) al norte de Shanghái el 3 o 4 de diciembre de 1948. Sus restos fueron despejados del canal en 1956 y su casco restaurado, volviendo a entrar en servicio. Fue rebautizado como SS Dongfang Hong 8 (chino tradicional:東方紅8 ; chino simplificado:东方红8; pinyin: Dōngfāng Hóng Bā; literalmente: 'El Este es Rojo #8') durante la Revolución Cultural y retirado durante las modernizaciones en 1983.

## Hundimiento

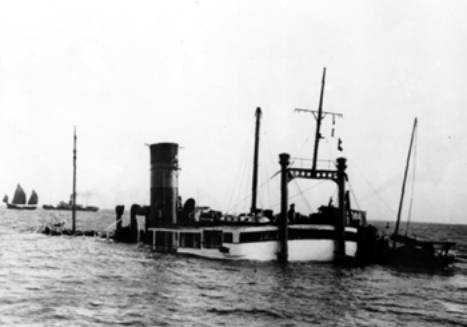
El naufragio del Kiangya

El Kiangya fue uno de los ocho barcos operados por el Shanghai Merchants Group y el barco gemelo del SS Kiangking (chino:江静轮; pinyin: Jiāngjìng Lún). Tenía un desplazamiento de 2.100 toneladas. En el momento de su explosión durante la guerra civil china, se dirigía a Ningbo desde el Muelle Shiliupu de Shanghái. Estaba repleto de refugiados que huían del avance comunista.
Probablemente chocó con una mina naval, posiblemente colocada por la Armada Imperial Japonesa durante la Segunda Guerra Mundial. Se desconoce el número exacto de muertos. Aunque su capacidad oficial era de 1.186 pasajeros, el manifiesto enumeraba 2.150 y casi con certeza transportaba muchos polizones adicionales. Los rescatistas no se dieron cuenta del desastre durante algunas horas. Con un saldo de muertos estimado de entre 2.750 y 3.920 personas, y 700 supervivientes recogidos por otros barcos, sigue siendo el segundo desastre marítimo en tiempos de paz más mortal de la historia.

## Pecio
El casco del Kiangya se había partido por la mitad, pero en 1956 se retiraron las dos piezas para dragar esa zona del río. El proceso duró 160 días, tras los cuales las piezas se trasladaron al astillero Jiangnan y se reacondicionaron. Volvió a entrar en servicio en el muelle Shiliupu de Shanghái el 4 de febrero de 1959, tras lo cual sirvió como transbordador local y para el transporte marítimo entre Shanghái y Wuhan. 
En noviembre de 1966, durante la Revolución Cultural china, pasó a llamarse Dongfang Hong 8. Fue retirado en 1983. Durante las operaciones de desguace de barcos en junio de 2000, se produjo un importante incendio de petróleo.